# Kent Main
Kent Main (Johannesburg, 8 gennaio 1996) è un ciclista su strada sudafricano che corre per la Fly Cool Collective. È professionista dal 2018.

## Palmarès
- 2022 (ProTouch, una vittoria)

4ª tappa Tour du Rwanda (Kigali (Kimironko) > Gicumbi)
- 2023 (Team DMS Pro Cycling)

2ª tappa Tour du Cap (Wellington > Bainskloof Pass)
3ª tappa Tour du Cap (Paarl > Du Toitskloof Pass)
Classifica generale Tour du Cap

### Altri successi
- 2016

Maluti Double 90 (cronosquadre)
Prologo Tour de la Réunion (Saint-Denis, cronosquadre)
4ª tappa Tour de la Réunion (Trois Bassins > Étang-Salé, cronosquadre)
- 2017 (RoadCover/Dimension Data for Qhubeka)

3ª tappa Tour of Good Hope
Classifica generale Tour of Good Hope
Maluti Double 90 (cronosquadre)
- 2018 (Dimension Data)

3ª tappa Tour of Good Hope
- 2019 (ProTouch)

East Rand Classic - Emperors Palace Classic
Giochi panafricani, cronometro a squadre (con la Nazionale sudafricana)
- 2020 (ProTouch)

Fast One
- 2021 (ProTouch)

Campionati africani, cronometro a squadre (con la Nazionale sudafricana)
Campionati africani, staffetta mista (con la Nazionale sudafricana)
- 2023 (Team DMS Pro Cycling)

Campionato di Gauteng
Montecasino Classic
Maluti Double 90 (cronosquadre)
Khemani Road Classic
- 2024 (RKC Collective)

Fast One
Cape Town Cycle Tour

## Piazzamenti

### Competizioni mondiali
- Campionati del mondo

Innsbruck 2018 - Cronometro Under-23: 37º
Innsbruck 2018 - In linea Under-23: ritirato